# Замок Кілкаш

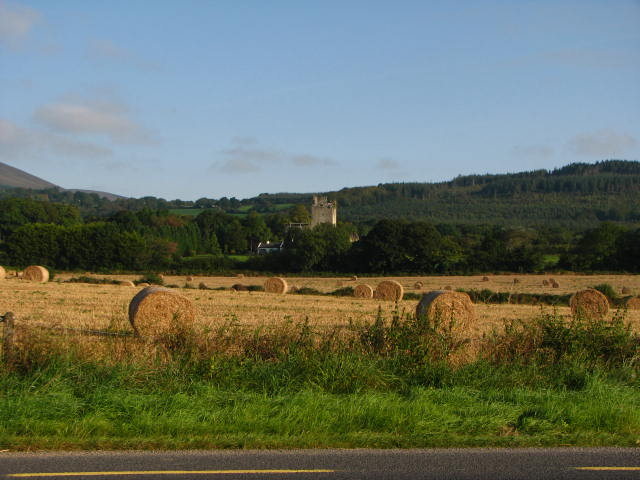
Землі маєтку Кілкаш.

Замок Кілкаш англ. (Kilcash Castle, ірл. Caisláin na Cill Chais) — замок Кілл Хайс — один із замків Ірландії, розташованих в графстві Тіпперері, на захід від селища Баллідін, біля дороги № 24. Замок лежить в руїнах, замком опікується республіка Ірландія. Колись цими землями володіла династія Батлер.

## Історія замку Кілкаш
Головна будівля замку — вежа XVI століття. Прилеглий зал був добудований пізніше, коли потреба захисту і оборони стала менш актуальною і аристократія хотіла жити в просторих приміщеннях з великими вікнами. У XVI столітті цими землями та замком володіла родина Волл. Потім цими землями і замками володіли графи Ормонд — Батлери, аж поки один з Батлерів не продав замок державі в 1997 році за 500 фунтів стерлінгів.
Замок Кілкаш відвідував Джеймс Тушет — ІІІ граф Кастлхейвен, відомий ватажок Ірландської конфедерації під час війни за незалежність Ірландії в 1641—1652 роках. У цьому замку він написав свої мемуари, у цьому замку його сестра — леді Френсіс одружилась з іншим ватажком Ірландської конфедерації — Річардом Батлером Кілкашським (помер у 1701 році).
У ХІХ столітті замок був частково зруйнований після того, як частина маєтку Кілкаш була продана біля 1800 року. Під час громадянської війни в Ірландії 1922—1925 років замок зайняли загони ІРА, що виступали проти договору з Великою Британією в спробі сповільнити підхід збройних сил Ірландської Вільної Держави. Замок був зруйнований вогнем артилерії під командуванням генерала Проута.
Протягом ХХ століття замок був закинутий і продовжував руйнуватися. У 2011 року була здій несена деяка консервація споруди. Щоб запобігти повному руйнуванню замку.
Біля замку розташовані залишки середньовічної церкви романського стилю. Ця будівля була частково відремонтована в 1980-х роках і зараз її можна відвідувати. На кладовищі в мавзолеї (будівля практично така ж велика, як церква) містяться могили архієпископа Крістофера Батлера (1673—1757), Маргарет, Вісконта Івега, Вальтера Батлера — XVI графа Ормонд (пом. 1773), Джона Батлера — XVI графа (пом. 1795). Деякі камені XVIII століття оздоблені складними рельєфами — сценами розп'яття.

## Плач Кілкаша
Замок Кілкаш став відомим завдяки пісні «Плач Кілкаша» — поеми ірландською мовою, що присвячена смерті Маргарет Батлер — віконтеси Івег (пом. 1744 року), що після смерті першого чоловіка одружилася з полковником Томасом Батлером Кілкашським (пом 1738 року). Авторство пісні приписують Френсісу Джону Лейну (пом. 1776 року). Але в ліси які згадуються в пісні не продавалися до 1797 року — після смерті Лейна. Ось уривок пісні: «…Де візьмемо тепер дерева, коли ліси наші продані? Не чути розмов нині в Кілл Хайс, дзвін церкви замовк. Це замок, де колись жила чарівна леді — найчарівніша й найвеселіша з жінок. Графи пішли собі шляхом, залунала меса…»